# フォー・ロコ
フォー・ロコ（Four Loko）は、アメリカ合衆国やカナダ、イギリスなどで販売されている炭酸、アルコールを含有するモルトドリンク。2010年に成分変更するまでは、栄養ドリンクとしてもくくられる存在であった。

## 概要
フォー・ロコは、2005年にシカゴのフュージョン・プロジェクト社が発売。名前は、アルコールとカフェイン、タウリン、ガラナの四成分に由来する。グレープやレモネード、クランベリーなどのフルーツ味に炭酸が加わった飲みやすさに12%という高めのアルコール分は、手軽に酔える酒として若年層にヒット。他のメーカーからも、さまざまな追随品も登場した。

## 成分変更
2010年10月ニュージャージー州のラマポ州立大学の新入生歓迎パーティーなどで、未成年を含む数十人にも及ぶ集団急性アルコール中毒患者が発生。このことを契機に、成分中のカフェイン、タウリン、ガラナの存在が酔いを助長するとして問題視されるようになった。同年11月には、食品医薬品局がこれら成分に問題性があると通達を出したほか、ニューヨーク州など一部州ではカフェイン入りアルコール飲料の販売禁止が打ち出された。同年12月、フュージョン・プロジェクト社は、問題となる成分を抜いた製品を発売。製品は、単なる炭酸アルコール飲料に衣替えした。